# Bầu cử Lập pháp Liên Xô, 1989
Bầu cử Đại hội Đại biểu Nhân dân Liên Xô năm 1989 (tiếng Nga: Выборы народных депутатов СССР 1989), là cuộc bầu cử tự do một phần đầu tiên của cơ quan lập pháp Liên Xô được tổ chức theo luật Bầu cử Đại biểu Nhân dân được thông qua ngày 1/12/1988 và là cuộc bầu cử quốc gia cuối cùng được tổ chức trước khi giải thể vào năm 1991.

## Bối cảnh
Vào tháng Giêng năm 1987, Mikhail Gorbachev, Tổng bí thư Đảng Cộng sản Liên Xô (CPSU), công bố chính sách mới demokratizatsiya (dân chủ hóa). Theo chính sách này, cử tri sẽ có sự lựa chọn giữa nhiều ứng cử viên cho mỗi khu vực bầu cử, mặc dù tất cả các ứng cử viên vẫn phải là thành viên của CPSU. Khái niệm này được Gorbachev đưa ra để cho phép ông loại bỏ những người bảo thủ trong Đảng, những người chống lại các chiến dịch cải cách perestroika và glasnost của ông, trong khi vẫn duy trì Liên Xô là một nhà nước Cộng sản độc Đảng.
Vào tháng 12 năm 1988, Hiến pháp Liên Xô năm 1977 đã được sửa đổi để thành lập một cơ quan lập pháp mới, Đại hội Đại biểu Nhân dân (CPD), để thay thế cho Xô viết Tối cao cũ của Liên Xô. Đại hội đại biểu nhân dân gồm có 2,250 đại biểu, 750 đại biểu (một phần ba) được dành cho Đảng Cộng sản Liên Xô và các tổ chức liên kết của Đảng, tuy nhiên, hai phần ba còn lại sẽ được bầu theo nguyên tắc demokratizatsiya, với 750 theo hệ thống của Xô viết Liên bang (một đại biểu đại diện cho 300,000 cử tri) và 750 theo hệ thống của Xô viết Quốc gia (một số lượng đại biểu tương đương từ mỗi nước Cộng hòa Liên bang). Cuộc bầu cử cho cơ quan lập pháp mới được thiết lập vào tháng 3 năm 1989.

## Nguyên tắc phân bổ
Các đại biểu được bầu cử dựa theo nguyên tắc phân bổ sau đây:
- 750 đại biểu được bầu dựa theo hệ thống Xô viết Liên bang
- 750 đại biểu được bầu dựa theo hệ thống Xô viết Quốc gia
- 750 đại biểu từ các tổ chức công cộng toàn Liên bang theo các tiêu chí được thiết lập trong Luật Bầu cử Đại biểu Nhân dân năm 1988, được phân bổ như sau:

100 đại biểu từ Đảng Cộng sản Liên Xô (đề cử diễn ra vào tháng 1 năm 1989, bỏ phiếu tại Hội nghị Trung ương vào tháng 3 năm 1989)
100 đại biểu từ tổ chức Công đoàn
75 đại biểu từ Đoàn Thanh niên Cộng sản Lenin
75 đại biểu từ Hội phụ nữ, do Ủy ban Phụ nữ Liên Xô thống nhất
75 đại biểu từ Hội cựu chiến binh trong chiến tranh và lao động Liên Xô
100 đại biểu từ các tổ chức hợp tác gồm:
58 đại biểu từ các trang trại tập thể được Hội đồng Trang trại tập thể thống nhất
40 đại biểu từ Hợp tác xã tiêu dùng
2 đại biểu từ Hiệp hội Trang trại Thủy sản Liên Xô
75 đại biểu từ giới khoa học xã hội
75 đại biểu từ các Hiệp hội
75 đại biểu từ các tổ chức khác

## Bầu cử
Ban đầu, 7,531 ứng cử viên được đề cử vào 1,500 ghế.
Cuộc bầu cử tổ chức từ 7 giờ đến 20 giờ (giờ địa phương) ngày 26/3/1989, và cuộc bỏ phiếu lần thứ hai diễn ra ngày 9/4 cùng năm. Cuộc bầu cử tái diễn ngày 14/5 và tiếp tục tái diễn trong ngày 18-21/5. Với cuộc bỏ phiếu các tổ chức công cộng diễn ra từ ngày 11-23/3 (một số tổ chức bầu cử vào tháng 4).
Các cuộc bầu cử chủ yếu diễn ra là lựa chọn (có 399 trong 1,500 khu vực không lựa chọn), cạnh tranh (các ứng cử viên có cơ hội nói chuyện với cử tri với các chương trình trên sóng truyền hình, gồm cả trực tiếp), và bỏ phiếu bí mật. Bất cứ sự làm nhục việc đề cử các ứng viên cho từng ghế đều bị nghiêm cấm. Đồng thời Đảng Cộng sản Liên Xô vẫn duy trì quyền lực theo số lượng phân bổ từ các tổ chức công cộng.
Ở giai đoạn thiết lập khu vực bầu cử, đã xảy ra sự vi phạm điều 17 Luật bầu cử Đại biểu Nhân dân, theo đó phải thiết lập các khu vực bầu cử với số lượng cử tri ngang nhau. Điều này không thực tế vì một số khu vực có tỉ lệ cử tri cao hơn các khu vực khác. Việc này đã không được Ủy ban ủy quyền phản hồi. Số lượng đại biểu cũng không theo tỉ lệ như trường hợp dân số quốc gia Baltic trong Liên Xô chỉ chiếm 2.1% nhưng số lượng đại biểu trong Quốc hội lại chiếm 7%.

## Kết quả
Trong Đại hội Đại biểu Nhân dân Liên Xô có 2.250 ghế, cần đủ 1.126 ghế để chiếm đa số.
| Đảng phái             | Bầu phiếu   | Tỷ lệ | Đại biểu      |
| --------------------- | ----------- | ----- | ------------- |
| Đảng Cộng sản Liên Xô | 150.370.913 | 87,0% | 1.958 / 2.250 |
| Không đảng phái       | 22.469.217  | 13,0% | 292 / 2.250   |
| Tổng cộng             | 172.840.130 | 100%  | N/A           |

Phần lớn các ứng cử viên Đảng Cộng sản Liên Xô đều trúng cử (chiếm 87% đại biểu Quốc hội). Hơn 300 ứng viên tự ứng cử không được Đảng Cộng sản Liên Xô giới thiệu cũng trúng cử, Yeltsin nằm trong số này, ông đã chiến thắng ứng cử viên do Đảng Cộng sản Liên Xô giới thiệu tại khu vực bầu cử Moskva với 89% phiếu bầu. Ở cấp độ Cộng hòa Liên bang, Yeltsin cũng đưoc bầu vào Đại hội Đại biểu Nhân dân Nga Xô và sau đó bầu gián tiếp vào Xô viết Tối cao Liên Xô.
Một số nhân vật nổi tiếng khác cũng chiến thắng tương tự như Yeltsin như: Công tố viên Telman Gdlyan trong vụ án tham nhũng bông, nghệ sĩ xiếc Valentin Dikul, nhà dân tộc học Galina Starovoytova, luật sư Anatoly Sobchak, nhà vật lý Andrei Sakharov, vận động viên cử tạ Yury Vlasov, vận động viên khúc côn cầu Anatoli Firsov.
Trong khi ấy một ủy viên Bộ Chính trị và năm ủy viên Trung ương Đảng, 35 lãnh đạo Đảng Cộng sản Liên Xô đã bị thất cử khi không được bầu. Gorbachev ca ngợi cuộc bầu cử là một chiến thắng cho perestroika và cuộc bầu cử đã được ca ngợi trên các phương tiện truyền thông nhà nước như TASS và Izvestia, bất chấp sự phản đối mạnh mẽ của những người bảo thủ trong Bộ Chính trị và Trung ương Đảng.

### Thống kê
Trong số các đại biểu nhân dân, có 1.958 đại biểu Đảng Cộng sản Liên Xô (87%) và 292 đại biểu không Đảng phái (13%). 
- Đại biểu phụ nữ được bầu 352 (15,7%).
- Đại biểu công nhân trong Đảng 237 (10,5%)
- Đại biểu công nhân 157 (6.7%)
- Đại biểu công đoàn 95 (4.2%)
- Đại biểu quân đội 80 (3.6%)
- Đại biểu tôn giáo 7 (0.3%)

## Đại hội Đại biểu
Phiên họp đầu tiên của Đại hội Đại biểu Nhân dân mới khai mạc vào cuối tháng 5 năm 1989. Mặc dù những người bảo thủ vẫn giữ quyền kiểm soát lưỡng viện, các nhà cải cách đã sử dụng cơ quan lập pháp như một nền tảng để tranh luận và chỉ trích hệ thống Liên Xô, với việc truyền thông nhà nước phát đi những bình luận trực tiếp của họ và không bị kiểm duyệt trên truyền thanh. Yeltsin đảm bảo một vị trí trong Xô viết Tối cao được tái lập ở Liên Xô, và vào mùa hè đã hình thành phe đối lập đầu tiên, Nhóm đại biểu liên khu vực, được thành lập từ những người theo Chủ nghĩa dân tộc và tự do Nga. Những người được bầu năm 1989 đã đóng một vai trò quan trọng trong việc tiếp tục cải cách và dẫn tới việc sụp đổ Liên Xô sụp đổ hai năm sau đó.